# Gornji Lapac
Gornji Lapac – wieś w Chorwacji, w żupanii licko-seńskiej, w gminie Donji Lapac. W 2011 roku liczyła 57 mieszkańców.